# Дневњак
Дневњак је српска хумористичка емисија која је приказивана од 2015. до 2017. на Радио-телевизији Војводине.
Поједини аутори са Тарзаније били су укључени у рад на емисији Дневњак, чији су и идејни творци. Поједини уредници Тарзаније су ступили у контакт са редитељем емисије Државни посао Стојчетом Столеским који им је омогућио сарадњу са Радио телевизијом Војводине и Академијом уметности у Новом Саду. Ова емисија представља својеврсну пародију на Дневник који се емитовао на Радио-телевизији Војводине. Мада је Дневњак засебан пројекат (у коме нису сви глумци са сајта Тарзанија, те насупрот томе, нису сви аутори са Тарзаније учесници у Дневњаку) многи скечеви који су знатно раније осмишљени на Тарзанији, изведени су у овој емисији. 
Емисија је престала да се емитује по истеку уговора са РТВ-ом, после друге сезоне, почетком 2017. Међутим, после неуспеха пројекта Кочење, у марту 2018. покренут је Дnеvnjаk 2.0, дефакто трећа сезона, која се емитовала путем Јутјуба. Канал Дневњак је 2. априла 2023. имао 665.000 претплатника и око 520 милиона прегледа.

## Улоге
| Одглумио            | Улога                                           |
| ------------------- | ----------------------------------------------- |
| Милош Милаковић     | Сретен Ћићо Срећковић, Филмофил                 |
| Михајло Радивојевић | Надувани лик, Боривоје Срндаћ (најдража гаража) |
| Ђорђије Андрић Жорж | Црногорац, водитељ у Сукобу студената           |
| Дамир Јовановић     | Аљоша Кићански (студент приватног факултета)    |
| Младен Мићуновић    | Стево Ђубре, Предраг Нишикори (најдража гаража) |